# Tim Cysewski
Tim Cysewski (ur. 15 lipca 1953) – amerykański zapaśnik walczący w stylu wolnym. Odpadł w eliminacjach mistrzostw świata w 1978. Pierwszy w Pucharze Świata w 1979 i drugi w 1978 roku. Zawodnik University of Iowa, trener.